# Passi d'amore
Passi d'amore è una miniserie televisiva italiana del 1990, diretta da Sergio Sollima e con protagonista Alessandra Martines.

Nel cast, figurano anche Daniel Olbrychski, Jean Dalric,  Matteo Gazzolo, Dagmar Lassander e Christina Englehardt.
La miniserie, in due puntate, andò in onda su Rai 1 in prima serata il 14 e il 15 gennaio 1990.

## Trama
Elisa è una ballerina che vede i propri sogni professionali infrangersi a causa di un'inattesa gravidanza.

Riuscirà a ritrovare la serenità grazie all'amore.